# Норов Олександр Олександрович
Норов Олександр Олександрович — (нар. 2 грудня 1965, Україна — †2 вересня 2015) — педагог, поет, режисер, журналіст, митець, бард, художній керівник Чернігівського міського молодіжного народного театру «Ілюмінатор», член Національної спілки журналістів України.

## Біографічні дані
2 (3) грудня 1965 року народився у Вологодській області. У 1966 році разом з батьками переїхав до Чернігова.
Закінчив середню школу № 28. Вступив до Санкт-Петербурзького державного університету.
Після служби в армії закінчив філологічний факультет Ніжинського державного університеті імені Миколи Гоголя.

### Педагогічна діяльність
У своїй праці поєднував два уподобання: захопленість театром і викладацьку роботу.
Керівник дитячого театру «Чарівник» при Ніжинському палаці піонерів, завідувач літературної частини Чернігівського обласного молодіжного театру. Ініціатор створення й художній керівник дитячого театру-гімназії «Орфей» при Чернігівському обласному академічному українському музично-драматичному театрі імені Тараса Шевченка.
Асистент кафедри педагогіки НДПУ, викладач Чернігівського обласного педагогічного ліцею для обдарованої сільської молоді.
Понад 20 років працював у Національному університеті «Чернігівський колегіум» імені Т. Г. Шевченка. Старший викладач кафедри педагогіки, психології й методики початкового навчання. Норов викладав основи театрального мистецтва, сценічну майстерність і риторику.

### Театр «Ілюмінатор»
Акторський склад — студенти Чернігівського педагогічного університету.
2001, травень — презентація першої роботи театру — дійство «Беззахисна істота» за творами А. Чехова на сцені Чернігівського обласного театру ляльок імені Олександра Довженка.
Репертуар: від класики до сучасних постановок. Твори Чехова, Аверченка, О'Генрі, Шварца, Зощенка, Бредбері, Агати Крісті.
2007 — поетична вистава «Портал».
2009 — моноспектакль «Вігвам» (режисер Людмила Семенова), V Міжнародний фестиваль молодіжних аматорських театрів «Південні маски» (м. Миколаїв). Диплом «Наша надія».
2009, квітень — представлення «Слово про Ель» (за віршами Велемира Хлєбникова), І Міжнародний молодіжний фестиваль «Простір». Постановниця Олена Загребіна відзначена призами за кращу режисуру та сценографію.
2010 — прем'єра «Маленька п'єса про зраду для однієї актриси» (по мотивам творів Олександра Ірванця), VI Міжнародний фестиваль молодіжних та дитячих театрів «Південні маски». Заохочення: «Срібна маска» й визнання «За найкращу жіночу роль».
2010 — театру «Ілюмінатор» присвоєно почесне звання «народний аматорський», з відповідною повною назвою — Чернігівський міський молодіжний народний аматорський театр «Ілюмінатор».
2011 — інсценування «Маленький принц», VII Міжнародний фестиваль молодіжних та дитячих театрів «Південні маски». Відзнака журі: «За режисерський дебют» (режисер Катерина Якимович).
2011 — спектакль «Маленька п'єса про зраду для однієї актриси» за твором молодого українського драматурга Олександра Ірванця (сценарист і виконавиця головної ролі — Яна Бондарець). Моновистава Людмили Косенок «Історія людини» за віршами Олександра Норова. За рішенням авторитетного журі IX Міжнародного фестивалю молодіжних самодіяльних театрів в м. Новозибкові (Брянська обл., Росія) театр «Ілюмінатор» переміг у двох основних номінаціях: «Краща режисура», «Краща жіноча роль».
Театр працює і сьогодні з щирим прагненням продовжити справу вчителя. Шість учнів Олександра Норова стали студентами Київського національного університету театру, кіно і телебачення ім. Карпенко-Карого.

### Творчі наробки, публікації
Опублікував 15 наукових праць з питань підготовки майбутніх педагогів, формування ціннісних орієнтацій школярів засобами театральної творчості.
Як журналіст більше 20 років плідно співпрацював з чернігівськими та всеукраїнськими ЗМІ в галузі театральної критики.
Автор поетичної збірки «Фонар Діогена».

### Смерть та поховання
Помер 2 вересня 2015 року на 50-му році життя. Похований 5 вересня на Чернігівському кладовищі Яцево. Епітафія на могилі поета — рядки з його вірша: «Я — летающее дерево. Мне дыхание — гроза».

## Заохочення
- 2004 — грамота Управління освіти і науки Чернігівської облдержадміністрації як вчителю курсу за вибором «Риторика» обласного педагогічного ліцею для обдарованої сільської молоді при Чернігівському державному педагогічному університеті ім. Т. Г. Шевченка.
- 2008 — подяка за багаторічну сумлінну і плідну працю, особистий внесок у справу підготовки висококваліфікованих педагогічних кадрів для національної школи та з нагоди 50-річного ювілею факультету.
- 2012 — подяка за виявлений високий професіоналізм, людяність та вагомий внесок у особистісне становлення студента університету Лисенка Максима Анатолійовича, переможця конкурсу «Студент року — 2012».

## Вшанування пам'яті
2015, грудень — вечір пам'яті Олександра Норова. Театр «Ілюмінатор» представив програму «… оце такий ноктюрн — моє життя» (Чернігівський обласний академічний український музично-драматичний театрі імені Т. Г. Шевченка).
2016, квітень — перший аматорський театральний триденний фестиваль «Норов».
2017, серпень — за видатні заслуги в галузях культури, виховання та освіти Норову Олександру Олександровичу присвоєне звання «Почесний громадянин міста Чернігова» посмертно.
2018, жовтень — започатковано щорічний Міжнародний фестиваль аматорського театрального мистецтва «Санич» (організатор: ГО "Творчо-спортивне об'єднання «ШиКо»).